# Lijst van voetbalinterlands Ivoorkust - Niger
Deze lijst van voetbalinterlands is een overzicht van alle officiële voetbalwedstrijden tussen de nationale teams van Ivoorkust en Niger. De West-Afrikaanse landen hebben tot op heden achttien keer tegen elkaar gespeeld. De eerste ontmoeting, een vriendschappelijke wedstrijd, vond plaats op 19 februari 1982 in Cotonou (Benin). Het laatste duel, een kwalificatiewedstrijd voor de Afrika Cup 2021, werd gespeeld in Niamey op 26 maart 2021.

## Wedstrijden
| №  | Plaats      | Datum             | Competitie                                        | Wedstrijd         | Uitslag |
| -- | ----------- | ----------------- | ------------------------------------------------- | ----------------- | ------- |
| 1  | Cotonou     | 19 februari 1982  | Vriendschappelijk                                 | Ivoorkust − Niger | 1 − 1   |
| 2  | Niamey      | 23 september 1984 | Vriendschappelijk                                 | Niger − Ivoorkust | 1 − 3   |
| 3  | Monrovia    | 4 februari 1987   | Vriendschappelijk                                 | Niger − Ivoorkust | 0 − 1   |
| 4  | Niamey      | 30 september 1990 | Afrika Cup 1992 kwalificatie                      | Niger − Ivoorkust | 0 − 1   |
| 5  | Abidjan     | 30 april 1991     | Afrika Cup 1992 kwalificatie                      | Ivoorkust − Niger | 1 − 0   |
| 6  | Abidjan     | 23 november 1991  | Vriendschappelijk                                 | Ivoorkust − Niger | 5 − 2   |
| 7  | Niamey      | 25 oktober 1992   | WK 1994 kwalificatie                              | Niger − Ivoorkust | 0 − 0   |
| 8  | Abidjan     | 31 januari 1993   | WK 1994 kwalificatie                              | Ivoorkust − Niger | 1 − 0   |
| 9  | Abidjan     | 7 juli 1993       | Vriendschappelijk                                 | Ivoorkust − Niger | 3 − 2   |
| 10 | Ouagadougou | 29 januari 1994   | Vriendschappelijk                                 | Ivoorkust − Niger | 5 − 3   |
| 11 | Niamey      | 2 juli 2000       | Afrika Cup 2002 kwalificatie                      | Niger − Ivoorkust | 0 − 1   |
| 12 | Abidjan     | 15 juli 2000      | Afrika Cup 2002 kwalificatie                      | Ivoorkust − Niger | 6 − 0   |
| 13 | Niamey      | 13 augustus 2017  | African Championship of Nations 2018 kwalificatie | Niger − Ivoorkust | 2 − 1   |
| 14 | Abidjan     | 19 augustus 2017  | African Championship of Nations 2018 kwalificatie | Ivoorkust − Niger | 1 − 0   |
| 15 | Niamey      | 22 september 2019 | African Championship of Nations 2020 kwalificatie | Niger − Ivoorkust | 2 − 0   |
| 16 | Abidjan     | 20 oktober 2019   | African Championship of Nations 2020 kwalificatie | Ivoorkust − Niger | 1 − 0   |
| 17 | Abidjan     | 16 november 2019  | Afrika Cup 2021 kwalificatie                      | Ivoorkust − Niger | 1 − 0   |
| 18 | Niamey      | 26 maart 2021     | Afrika Cup 2021 kwalificatie                      | Niger − Ivoorkust | 0 − 3   |

## Samenvatting
| Competitie                                   | Totaal gespeeld | Winst Ivoorkust | Gelijk | Winst Niger | Doelsaldo Ivoorkust – Niger |
| -------------------------------------------- | --------------- | --------------- | ------ | ----------- | --------------------------- |
| WK-kwalificatie                              | 2               | 1               | 1      | 0           | 1 − 0                       |
| Afrika Cup-kwalificatie                      | 6               | 6               | 0      | 0           | 13 − 0                      |
| African Championship of Nations-kwalificatie | 4               | 2               | 0      | 2           | 3 − 4                       |
| Vriendschappelijk                            | 6               | 5               | 1      | 0           | 18 − 9                      |
| Totaal                                       | 18              | 14              | 2      | 2           | 35 − 13                     |

FIF · A-internationals · Selecties · Bondscoaches · Statistieken · Ivoriaans vrouwenelftal · Ivoorkust U21 · Ivoorkust U20 · Ivoorkust U19 · Ivoorkust U18 · Ivoorkust U17
1960 – 1969 ·
1970 – 1979 ·
1980 – 1989 ·
1990 – 1999 ·
2000 – 2009 ·
2010 – 2019 ·
2020 − 2029
WK 2006 · 
WK 2010 · 
WK 2014
OS 2008 · 
OS 2020
1960 ·
1961 ·
1962 ·
1963 ·
1964 · 
1965 ·
1966 · 
1967 ·
1968 ·
1969 ·
1970 ·
1971 ·
1972 ·
1973 ·
1974 ·
1975 ·
1976 ·
1977 ·
1978 · 
1979 ·
1980 ·
1981 · 
1982 ·
1983 ·
1984 ·
1985 ·
1986 ·
1987 ·
1988 ·
1989 ·
1990 ·
1991 ·
1992 · 
1993 · 
1994 · 
1995 · 
1996 · 
1997 · 
1998 · 
1999 · 
2000 · 
2001 · 
2002 · 
2003 · 
2004 · 
2005 · 
2006 · 
2007 · 
2008 · 
2009 · 
2010 · 
2011 · 
2012 · 
2013 ·
2014 ·
2015 ·
2016 ·
2017 ·
2018 ·
2019 ·
2020 ·
2021 ·
2022 ·
2023 ·
2024
Algerije ·
Angola ·
Argentinië ·
België ·
Benin ·
Bosnië en Herzegovina ·
Botswana ·
Brazilië ·
Burkina Faso ·
Burundi ·
Centraal-Afrikaanse Republiek ·
Chili ·
Colombia ·
Comoren ·
Congo-Brazzaville ·
Congo-Kinshasa ·
Duitsland ·
Egypte ·
El Salvador ·
Engeland ·
Equatoriaal-Guinea ·
Ethiopië ·
Frankrijk ·
Gabon ·
Gambia ·
Ghana ·
Griekenland ·
Guinee ·
Guinee-Bissau ·
Hongarije ·
Israël ·
Italië ·
Japan ·
Jordanië ·
Kameroen ·
Kenia ·
Koeweit ·
Lesotho ·
Liberia ·
Libië ·
Madagaskar ·
Malawi ·
Mali ·
Marokko ·
Mauritanië ·
Mauritius ·
Mexico ·
Moldavië ·
Mozambique ·
Namibië ·
Nederland ·
Niger ·
Nigeria ·
Noord-Korea ·
Oeganda ·
Oostenrijk ·
Paraguay ·
Polen ·
Portugal ·
Qatar ·
Roemenië ·
Rusland ·
Rwanda ·
Senegal ·
Servië en Montenegro ·
Seychellen ·
Sierra Leone ·
Slovenië ·
Soedan ·
Spanje ·
Tanzania ·
Togo ·
Tsjaad ·
Tunesië ·
Turkije ·
Uruguay ·
Verenigde Staten ·
Zambia ·
Zimbabwe ·
Zuid-Afrika ·
Zuid-Korea ·
Zweden ·
Zwitserland
Argentinië (2006) · 
Colombia (2014) ·
Ghana (2015) ·
Griekenland (2014) · 
Japan (2014) ·  
Nederland (2006) · 
Noord-Korea (2010) · 
Servië en Montenegro (2006) ·
Zambia (2012)
FNF · Nigerees vrouwenelftal
Interlands
Tegenstander:
Algerije ·
Angola ·
Benin ·
Botswana ·
Burkina Faso ·
Burundi ·
Congo-Brazzaville ·
Congo-Kinshasa ·
Djibouti ·
Egypte ·
Equatoriaal-Guinea ·
Ethiopië ·
Gabon ·
Gambia ·
Ghana ·
Guinee ·
Ivoorkust ·
Kaapverdië ·
Kameroen ·
Lesotho ·
Liberia ·
Libië ·
Madagaskar ·
Mali ·
Marokko ·
Mauritanië ·
Mozambique ·
Namibië ·
Nigeria ·
Oeganda ·
Oekraïne ·
Senegal ·
Sierra Leone ·
Soedan ·
Somalië ·
Swaziland ·
Tanzania ·
Togo ·
Tsjaad ·
Tunesië ·
Zambia ·
Zuid-Afrika